# Коляда Юрій Євгенович
Коляда Юрій Євгенович (нар. 1945) — український науковець, фізик, завідувач кафедри вищої математики факультету інформаційних технологій Приазовського державного технічного університету, доктор фізико-математичних наук, професор.

## Біографія
У 1968 р — інженер-фізик, Харківський національний університет ім. Каразіна.
1998—2001 рр. — докторантура Приазовського державного технічного університету, кафедра фізики.
2003 р. — доктор фізико-математичних наук, професор, національний научний центр «Харківський фізико-технічний інститут»
Сфери наукових інтересів:
- Плазмова електроніка та нові методи прискорення заряджених частинок.
- Фізика плазми.
- Фізика пучків заряджених частинок.
- Фізика високих густин енергій.

Член редколегії журналу «Вісник Приазовського державного технічного університету»

## Нагороди, відзнаки
Медаль Приазовського державного технічного університету «Заслуженому працівнику університету за сумлінну працю».